# 크로스컨트리 달리기

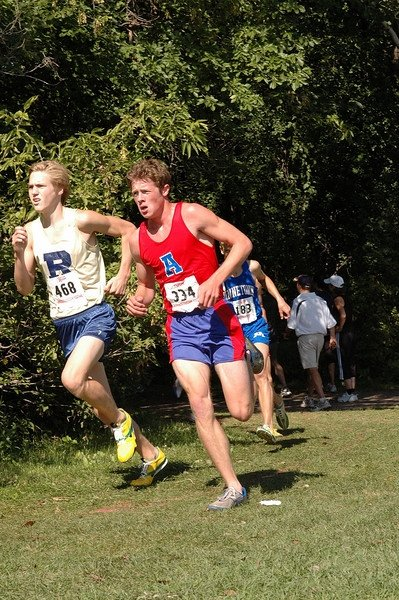

크로스컨트리 달리기는 단교경주(斷郊競走, cross－country race)라고도 한다.
코스는 들이나 초원 등이 보통이며 간혹 경작지를 포함시키는 경우도 있으나 도로는 피하여야 한다. 코스가 분명하지 않은 곳을 지나는 경우에는 코스의 좌우에 빨간 깃발과 하얀 깃발을 세워 두어야 하며, 가능하면 도로를 가로지르지 않도록 한다. 달리는 거리는 선수의 나이에 따라 다르다. 남자의 경우 일반은 20세 이상으로 8km 이상, 청년은 18-19세로 10km 이내, 소년은 16-17세로 5km 이내이다.

## 참고 자료
- 이 문서에는 다음커뮤니케이션(현 카카오)에서 GFDL 또는 CC-SA 라이선스로 배포한 글로벌 세계대백과사전의 내용을 기초로 작성된 글이 포함되어 있습니다.